# Thiobacillus
I Thiobacillus Beijerinck 1904 sono un genere appartenente alla famiglia Thiobacillaceae e, come tutti i proteobatteri, sono Gram-negativi.

I batteri thiobacillus sono in genere piccole cellule bastoncellari, dotate di un unico flagello che ne permette la mobilità (es. Thiobacillus denitrificans) ma possono essere anche filamentosi (Thiobacillus ferrooxidans).

Sono batteri chemioautotrofi che ricavano il carbonio da CO2.

La principale caratteristica di questo gruppo di batteri è quella di ossidare lo zolfo inorganico ottenendo energia per il loro metabolismo.

Nel metabolismo energetico del Thiobacillus i donatori di elettroni (fonte di energia) sono lo zolfo elementare (S), l'acido solfidrico (H2S) e il tiosolfato (S2O32-), l'accettore di elettroni è l'ossigeno (il Thiobacillus denitrificans può usare anche NO3) mentre il sottoprodotto del metabolismo sono lo zolfo elementare e il solfato(SO42-) secondo reazioni tipo:
- S2- + 2O2 → SO42-

I Thiobacillus sono utilizzati nel controllo dei parassiti, come quelli nelle patate.

Se l'area interessata è trattata con lo zolfo, le specie di Thiobacillus ossidano lo zolfo in acido solforico, sostanza che distrugge i parassiti. 

Tuttavia, questi batteri possono contribuire alla formazione di piogge acide attraverso l'ossidazione del biossido di zolfo ad acido solforico.
Sono presenti in acque marine, nel fango marino, nel suolo, nell'acqua dolce, nelle acque di rifiuto, nelle sorgenti sulfuree.

## Classificazione
Il genere Thiobacillus si può dividere in due gruppi

il primo gruppo cresce in ambienti con pH neutro ed è responsabile dell'ossidazione dello zolfo elementare:
- 2S0 + 3O2 + 2H2O → 2H2SO4

Al secondo gruppo appartengono quei batteri che vivono in un ambiente con pH variabile come il:
- Thiobacillus ferrooxidans
- Thiobacillus denitrificans
- Thiobacillus thiooxidans

### Thiobacillus ferrooxidans
Il Thiobacillus ferrooxidans è un batterio filamentoso di natura aerobica e vive in un range di pH compreso tra 1,5 e 5 (batteri acidofili) .

Il T. ferrooxidans ottiene la sua energia sia dall'ossidazione dei composti ridotti dello zolfo (batterio solfossidante) che del ferro ferroso (batterio ferrossidante) in accordo con la seguente reazione tipo:
- FeSO4 + 3O2 + 6H2O → 4Fe2(SO4)3 + 4Fe(OH)3

In acqua lo ione ferrico Fe3+ forma un composto altamente insolubile, l'idrossido di ferro Fe(OH)3 che precipita.

Pertanto il T. ferrooxidans può causare fenomeni di biocorrosione nei materiali ferrosi.

Il T. ferrooxidans per le sue caratteristiche è il microorganismo più impiegato nella bioestrazione dei metalli poiché solubilizza i minerali favorendone l'estrazione.

Questa tecnica mineraria è denominata biolisciviazione nella quale i metalli sono estratti dai loro minerali attraverso l'ossidazione ed i batteri vengono utilizzati come catalizzatori.
Il suo habitat sono le acque acide ferruginose.

### Thiobacillus denitrificans
Il Thiobacillus denitrificans è un batterio di forma bastoncellare microaerofilo che è in grado di ossidare lo zolfo a spese dello ione nitrato (invece che dell'ossigeno) che viene ridotto secondo la seguente reazione:
- 6NO3- + 5S + 2H2O → 3N2 + 5SO4 2- + 4H +

È ampiamente diffuso nel suolo, nell'acqua e nei sedimenti.

## Specie obsolete diThiobacillus
Le seguenti specie, che appartenevano al genere dei Thiobacillus sono passate ai Gammaproteobacteria:
- "Thiobacillus thiooxidans" passato ai Acidithiobacillus
- "Thiobacillus neapolitanus" passato ai Halothiobacillus
- "Thiobacillus tepidarius" passato ai Thermithiobacillus

## Danni
Il Thiobacillus ossidando i composti ossidati dello zolfo determina la formazioni di prodotti acidi che possono avere effetti negativi sull'ambiente e sui manufatti tra i quali i più seri sono:
- acidificazione del suolo;
- corrosione di strutture in calcestruzzo armato e in acciaio. Il Thiobacillus ferrooxidans è causa anche della biocorrosione dei materiali ferrosi.